# Krzyż Oświęcimski
Krzyż Oświęcimski – polskie odznaczenie państwowe ustanowione ustawą z dnia 14 marca 1985 jako wyraz hołdu dla osób więzionych w hitlerowskich obozach koncentracyjnych za udział w walce o wyzwolenie Polski spod okupacji niemieckiej, działalność patriotyczną, rewolucyjną i postępową, z powodu przynależności narodowej lub rasowej oraz z innych przyczyn politycznych, w hołdzie dla ich męczeństwa i odwagi. Nazwa odznaczenia pochodzi od obozu koncentracyjnego Auschwitz (który w okresie Polski Ludowej pod nazwą „Oświęcim” był symbolem męczeństwa ludności polskiej w obozach koncentracyjnych).

## Zasady nadawania
Krzyż Oświęcimski był nadawany obywatelom polskim, mógł być również nadawany osobom, które były więzione jako obywatele polscy, a w chwili nadania posiadali obywatelstwo innego państwa, oraz w szczególnych przypadkach także obywatelom innych państw, więzionym z przyczyn politycznych, zwłaszcza uczestnikom obozowego ruchu oporu. Krzyż mógł być nadany pośmiertnie.
Krzyż Oświęcimski nadawała Rada Państwa na wniosek:
- Związku Bojowników o Wolność i Demokrację – w odniesieniu do członków związku
- Prezesa Urzędu do Spraw Kombatantów – w odniesieniu do innych osób
- Ministra Spraw Zagranicznych – w odniesieniu do obywateli polskich stale przebywających za granicą oraz obywateli innych państw

Z dniem 8 maja 1999 nadawanie Krzyża Oświęcimskiego uznano za zakończone.

## Opis odznaki
Odznaką Krzyża Oświęcimskiego jest krzyż równoramienny, prosty o wymiarach 42 × 42 mm, srebrzony, oksydowany. Na awersie krzyża w części środkowej znajduje się kompozycja trójkąta czerwonego z literą P (naszywki stosowanej w niemieckich obozach koncentracyjnych dla Polaków) na tle drutów kolczastych i dwóch słupów. Na poziomych ramionach jest napis 1939 – 1945. Na rewersie umieszczony jest napis w czterech wierszach: PRL / WIĘŹNIOM / HITLEROWSKICH / OBOZÓW KONCENTRACYJNYCH. Po 1989 na rewersie zamiast napisu PRL umieszczono napis RP.
Wstążka krzyża ma szerokość 40 mm, z jedenastoma pionowymi paskami w kolorach jasnopopielatych i niebieskich (w kolorach „pasiaków” – ubiorów więźniów).
Krzyż Oświęcimski, wedle starszeństwa polskich odznaczeń, noszono na lewej stronie piersi po Krzyżu Partyzanckim, a od 1992 noszony jest po aktualnych odznaczeniach państwowych.
Projektantem odznaki był rzeźbiarz, medalier Edward Gorol.

## Odznaczeni
30 sierpnia 1985 w siedzibie Rady Państwa w Warszawie odbyła się uroczystość dekoracji Krzyżami Oświęcimskimi pierwszej grupy byłych więźniów obozów koncentracyjnych. Według danych Biura Odznaczeń Państwowych Kancelarii Rady Państwa oraz Biura Odznaczeń Kancelarii Prezydenta RP nadano łącznie 35 949 krzyży.